# Cadeia Central de Daca

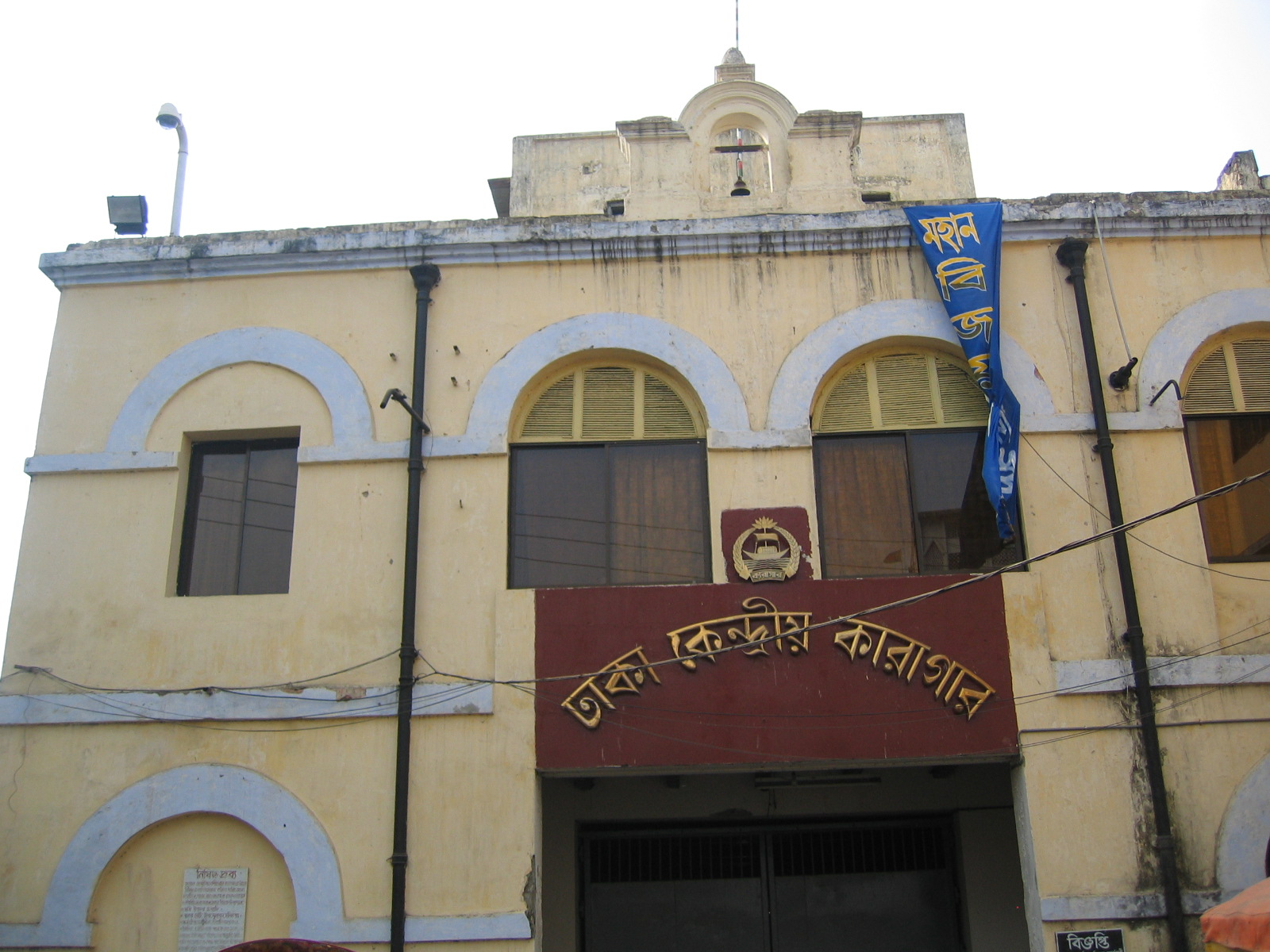
Portão principal da Cadeia Central de Daca, Old Dhaka, Bangladesh

A Cadeia Central de Daca era a maior prisão de Bangladesh, localizada na parte antiga de Daca, a capital do país. A prisão foi usada para abrigar criminosos e também presos políticos, especialmente durante o Movimento da Língua de 1952, o Movimento dos 6 Pontos e a Guerra de Libertação de Bangladesh.

## História
Antes do domínio britânico, havia um forte Mughal no local da prisão atual. Durante os primeiros anos do século 19, o forte foi reformado e convertido em uma prisão. Até 1836, a delegacia de polícia de Kotowali também foi co-localizada aqui. Registros de 1833 mostram que a capacidade da prisão naquela época era de 800 presidiários. No entanto, a prisão tinha uma média de 526 presos todos os dias. A prisão de Daca foi convertida na prisão central de Bengala Oriental.
A prisão foi usada para abrigar criminosos, além de presos políticos especialmente durante o Movimento da Língua de 1952, o Movimento dos 6 Pontos e a Guerra de Libertação de Bangladesh. No entanto, a prisão ganhou infâmia após os assassinatos de quatro líderes políticos — AHM Qamaruzzaman, Tajuddin Ahmad, Syed Nazrul Islam e Capitão Muhammad Mansur Ali — na véspera de um contragolpe militar em 3 de novembro de 1975 contra o regime do presidente Khondaker Mostaq Ahmad e o chefe do exército Ziaur Rahman, que assumiu o poder em 15 de agosto após o assassinato do xeique Mujibur Rahman. Os líderes mortos são pranteados por muitos apoiadores em Bangladesh hoje, com a data informalmente conhecida como "Dia da morte na prisão".
A prisão foi transferida para a nova Cadeia Central de Daca, Keraniganj, em julho de 2016. Um parque e dois museus estão planejados para serem instalados na área de nove acres do antigo complexo carcerário. Iniciativas foram tomadas para preservar o memorial de xeique Mujibur Rahman e quatro líderes nacionais como um museu. Haverá parques, jardins, centros comunitários e outras amenidades cívicas.